# Pakistan na World Games 2017
Pakistan na World Games 2017 – Reprezentacja Pakistanu podczas zawodów World Games w 2017 roku była reprezentowana przez trzech zawodników. Nie zdobyli oni żadnego metalu. 

## Reprezentanci
| Zawodnik       | Konkurencja | Kategoria | Rezultat     |
| -------------- | ----------- | --------- | ------------ |
| Muhammad Ammar | Ju jitsu    | Duet      | Faza grupowa |
| Abu Hurrara    | Ju jitsu    | Duet      | Faza grupowa |
| Muhammad Bilal | Bilard      | Mix       | 9. miejsce   |